# Danfoss-Mausmaki
Der Danfoss-Mausmaki (Microcebus danfossi) ist eine auf Madagaskar lebende Primatenart aus der Gruppe der Lemuren. Er wurde 2006 beschrieben und ist nach dem Industriekonzern Danfoss benannt. Dieser unterstützte Forschungsprojekte finanziell.

## Merkmale
Danfoss-Mausmakis zählen zu den größeren Vertretern der Mausmakis. Sie erreichen eine Kopfrumpflänge von 10 bis 13 Zentimetern, der Schwanz misst zusätzlich 15 bis 17 Zentimeter. Ihr Gewicht beträgt 51 bis 75 (durchschnittlich 63) Gramm. Ihr Fell ist am Rücken und am Schwanz orangebraun gefärbt, die Unterseite ist weiß oder hellgrau. Der Kopf weist große Augen und Ohren auf und kann entweder rötlich oder grau gefärbt sein, wie bei anderen Mausmakis ist ein weißer Nasenstreif vorhanden.

## Verbreitung und Lebensraum

Verbreitungsgebiet

Danfoss-Mausmakis sind nur aus einem kleinen Gebiet im nordwestlichen Madagaskar bekannt. Vermutlich bilden die Flüsse Sofia und Maevarano die Grenzen ihres Verbreitungsgebietes. Ihr Lebensraum sind trockene Laubwälder.

## Lebensweise
Über die Lebensweise dieser neuentdeckten Art ist noch wenig bekannt, möglicherweise stimmt sie mit der anderer Mausmakis aus den Trockenwäldern Madagaskars überein. Demzufolge sind sie nachtaktive Baumbewohner, die möglicherweise während der Trockenzeit in einen Torpor (Starrezustand) fallen.
Auch über den Gefährdungsgrad ist wenig bekannt. Die IUCN listet die Art unter „zuwenig Daten vorhanden“ (data deficient).

## Benennung
Das Angebot der Namenspatenschaft mittels BIOPAT wurde durch die Tierärztliche Hochschule Hannover an die Firma Danfoss herangetragen, weil sie im Bereich Wärmetechnik ihre Produkte bereits seit Jahren mit Tieren bewirbt, darunter auch schon einem Mausmaki. Mit den Geldern wird der Schutz dieser Primaten und ihre weitere Erforschung gefördert.